# Romanza (album)
Romanza prodotto da Mauro Malavasi che cura gli arrangiamenti. è una raccolta di Andrea Bocelli pubblicata nel 1997 da Sugar in formato CD e musicassetta.

## Descrizione
Con 20 milioni di copie vendute a livello globale, Romanza è divenuto l'album più venduto nel mondo da un artista italiano (record che detiene tuttora, scavalcando Oro, incenso e birra di Zucchero Fornaciari del 1989, il quale però in italia è al secondo posto dietro solamente all'album La vita è adesso di Claudio Baglioni del 1985), nonché uno dei più venduti di tutti i tempi, ed ha ricevuto molti dischi d'oro, di platino e di diamante.
L'album ha raggiunto la prima posizione in classifica in Argentina, Austria (per due settimane), Belgio (in Vallonia dove rimane in classifica per 86 settimane), Paesi Bassi (dove rimane in classifica per 176 settimane), Francia (per 24 settimane rimanendo in classifica per 83 settimane), Italia, Norvegia (dove rimane in classifica per 73 settimane), Polonia, Portogallo, Svizzera (per 4 settimane rimanendo in classifica per 68 settimane) e nella European Top 100 Albums, la seconda in Australia (dove rimane in classifica per 93 settimane) e Germania (dove rimane in classifica per 67 settimane), la terza in Finlandia, la quinta in Svezia (dove rimane in classifica per 85 settimane) e Canada, la sesta nella Official Albums Chart e l'ottava in Nuova Zelanda (dove rimane in classifica per 67 settimane).
Per la promozione dell'album Bocelli ha tenuto una serie di concerti a Locarno, dal 6 giugno, per arrivare a Berlino il 30 agosto, passando per Hannover, Amburgo, Münster, Rügen, Coblenza, Aquisgrana, Wiesbaden, Kiel, Stoccarda, Leverkusen, Baden-Baden, Dresda, Coburgo, Lipsia, Monaco di Baviera, Kassel, Halle, Essen, Aschaffenburg e Norimberga.
Nel 2016 una nuova edizione rimasterizzata dell'album è stata pubblicata in occasione del ventesimo anniversario. Il CD contiene, oltre alla tracklist originale, anche 3 tracce bonus con arrangiamenti e interpretazioni inedite di Con te partirò e Il mare calmo della sera.
Nel 1999 era considerato l'album straniero più venduto di sempre in Repubblica Ceca. Ha venduto circa 900 000 copie in Brasile, 500 000 copie in Argentina, 650 000 copie in Messico e 120 000 copie in Cile.

## Tracce

### Versione internazionale
1. Con te partirò (Francesco Sartori, Lucio Quarantotto) - 04:13
2. Vivere (Gerardina Trovato) - 04:03 (Featuring Gerardina Trovato)
3. Per amore (Mariella Nava) - 04:43
4. Il mare calmo della sera (Gianpietro Felisatti, Zucchero Fornaciari) - 04:42
5. Caruso (Lucio Dalla) - 05:19
6. Macchine da guerra (Angus Smith) - 04:10
7. Le tue parole (Joe Amoruso, Sergio Cirillo) - 03:59
8. Vivo per lei (Valerio Zelli, Mauro Mengali, Gatto Panceri) - 04:25 (Featuring Giorgia)
9. Romanza (Mauro Malavasi) - 03:45
10. La Luna che non c'è (Dario Farina, Antonella Maggio) - 04:32
11. Rapsodia (Zucchero Fornaciari) - 05:29
12. Voglio restare così (Andrea Bocelli) - 03:53
13. E chiove (Joe Amoruso, Sergio Cirillo) - 04:24
14. Miserere-Live (Zucchero Fornaciari) - 04:14 (Featuring John Miles) bonus track
15. Funiculì Funiculà (Giuseppe Turco, Luigi Denza) - 01:30 (Featuring John Miles) bonus track
16. Time to Say Goodbye (Con te partirò) (Francesco Sartori, Lucio Quarantotto, Frank Peterson) - 04:06 (Featuring Sarah Brightman) bonus track

### Versione italo-spagnola
1. Por ti Volare - 4:09
2. Vivere (Featuring Gerardina Trovato) - 4:41
3. Por Amor - 4:42
4. El Silencio de la Espera - 4:40
5. Caruso - 5:16
6. Le tue parole - 3:57
7. Vivo Por Ella (Featuring Marta Sánchez)	- 4:23
8. Romanza - 3:41
9. Voglio restare così - 3:51
10. E chiove - 4:21
11. Miserere (Featuring John Miles – bonus track) - 4:05
12. Time to Say Goodbye (Featuring Sarah Brightman) - 4:07

### Versione 20th Anniversary Edition
1. Con te partirò - 4:09
2. Vivere (Featuring Gerardina Trovato) - 4:01
3. Per amore - 4:41
4. Il mare calmo della sera - 4:40
5. Caruso - 5:16
6. Macchine da guerra - 4:08
7. Le tue parole - 3:57
8. Vivo per lei (Featuring Georgia)	- 4:23
9. Romanza - 3:41
10. La luna che non c'è - 4:30
11. Rapsodia - 5:28
12. Voglio restare così - 3:51
13. E chiove - 4:21
14. Miserere (Featuring John Miles) - 4:17
15. Time To Say Goodbye (Con te partirò) (Featuring Sarah Brightman) - 4:04
16. Con te partirò (Orchestra 2016 Version) (Bonus track - Romanza 20th Anniversary) - 4:14
17. Con te partirò (Piano & Voice 2016 Version) (Bonus track - Romanza 20th Anniversary) - 4:03
18. Il mare calmo della sera (2016 Version) (Bonus track - Romanza 20th Anniversary) - 4:14
19. Con te partirò (Orchestra Instrumental 2016 Version) (Extra bonus - Digital only - Romanza 20th Anniversary) - 4:17
20. Con te partirò (Orchestra & Choir 2016 Version) (Extra bonus - Digital only - Romanza 20th Anniversary) - 4:17

## Classifiche

### Classifiche settimanali
| Classifica (1997-1999)        | Posizione massima |
| ----------------------------- | ----------------- |
| Argentina                     | 1                 |
| Australia                     | 2                 |
| Austria                       | 1                 |
| Belgio (Fiandre)              | 2                 |
| Belgio (Vallonia)             | 1                 |
| Brasile                       | 17                |
| Canada                        | 5                 |
| Danimarca                     | 1                 |
| Europa                        | 1                 |
| Finlandia                     | 3                 |
| Francia                       | 1                 |
| Germania                      | 2                 |
| Irlanda                       | 1                 |
| Islanda                       | 8                 |
| Italia                        | 1                 |
| Norvegia                      | 1                 |
| Nuova Zelanda                 | 8                 |
| Paesi Bassi                   | 1                 |
| Portogallo                    | 1                 |
| Regno Unito                   | 6                 |
| Repubblica Ceca               | 1                 |
| Spagna                        | 6                 |
| Stati Uniti                   | 35                |
| Svezia                        | 5                 |
| Svizzera                      | 1                 |
| Taiwan (album internazionali) | 5                 |
| Ungheria                      | 4                 |
| Classifica (2014)             | Posizione massima |
| Polonia                       | 1                 |

### Classifiche di fine anno
| Classifica (1997) | Posizione |
| ----------------- | --------- |
| Austria           | 6         |
| Belgio (Fiandre)  | 53        |
| Belgio (Vallonia) | 17        |
| Danimarca         | 13        |
| Europa            | 2         |
| Francia           | 1         |
| Germania          | 3         |
| Italia            | 3         |
| Paesi Bassi       | 4         |
| Spagna            | 13        |
| Svezia            | 64        |
| Svizzera          | 1         |
| Classifica (1998) | Posizione |
| Australia         | 12        |
| Belgio (Fiandre)  | 80        |
| Belgio (Vallonia) | 19        |
| Canada            | 9         |
| Danimarca         | 26        |
| Europa            | 16        |
| Francia           | 18        |
| Germania          | 87        |
| Paesi Bassi       | 15        |
| Spagna            | 36        |
| Stati Uniti       | 52        |
| Svezia            | 29        |
| Classifica (1999) | Posizione |
| Australia         | 39        |
| Nuova Zelanda     | 20        |
| Paesi Bassi       | 52        |
| Stati Uniti       | 74        |
| Classifica (2000) | Posizione |
| Australia         | 57        |

### Classifiche di fine decennio
| Classifica (1990-1999) | Posizione |
| ---------------------- | --------- |
| Austria                | 27        |